# 薛タラカイ
薛 タラカイ（せつ タラカイ）は、金朝末期からモンゴル帝国初期にかけて活躍した人物。最初期にモンゴル帝国に投降した漢人武将の一人で、砲兵部隊の指揮官としてチンギス・カンの遠征に従ったことで知られる。

## 概要
薛タラカイは大興府出身の人物で、末期の金朝統治下で生まれ育った。金朝への侵攻を開始したチンギス・カンが1213年（癸酉）に居庸関を突破すると、薛タラカイは300人余りの部下を率いて投降し、「砲水手元帥」に任じられた。
モンゴル軍の中では希少な砲兵の指揮官となった薛タラカイは各地の戦場で軍功を挙げ、「金紫光禄大夫」とされ、「砲水手軍民諸色人匠都元帥」に昇格となった。チンギス・カンは金朝遠征が一段落すると今度は西方ホラズム・シャー朝への遠征を計画し、薛タラカイもこれに従軍することになった。薛タラカイはホラズム（回回）・タングート/西夏国（河西）・キプチャク（欽察）・ウイグル（畏吾児）・カンクリ（康里）・カラ・キタイ/西遼国（乃蛮）諸国の攻略に功績を残した。
チンギス・カンの没後、オゴデイが第2代皇帝として跡を継ぐと、今度は第二次金朝遠征に従軍した。1231年、薛タラカイはチンギス・カンの末子のトルイ率いる右翼軍に属して洛陽から黄河を渡り、隴西地方に進出した。薛タラカイ属するトルイ軍は金州・商州といった諸城を攻略し、三峰山の戦いでは金軍主力を打ち破る功績を挙げた。1232年には遂に金朝首都を陥落させ、その後も唐州・鄧州・鈞州・許州を平定していたが、同年4月に陣没した。
薛タラカイには奪失剌という息子がおり、父の地位を継いで南宋攻略に功績を挙げている。